# SV Grödig
Az SV Grödig osztrák labdarúgóklub, melynek székhelye Grödigben található. Hazai mérkőzéseit a 2955 néző befogadására alkalmas Untersberg-Arenában játssza. A klubot 1948. március 20-án alapították, színei: kék-fehér.
A csapat a 2013–2014-es szezonban bronzérmet szerzett az osztrák élvonalban, ám a 2015–2016-os szezon végén kiesett az első osztályból, és a következő idényben anyagi okokból az osztrák harmadosztályban indult.

## Játékoskeret
2014. augusztus 1. szerint.
| #  |     | Poszt | Név               |
| -- | --- | ----- | ----------------- |
| 1  | AUT | K     | Cican Stankovic   |
| 2  | AUT | V     | Fabio Strauss     |
| 3  | AUT | V     | Maximilian Karner |
| 5  | GER | KP    | Timo Brauer       |
| 6  | AUT | KP    | Robert Völkl      |
| 7  | GER | KP    | Simon Handle      |
| 8  | AUT | CS    | Roman Wallner     |
| 9  | ESP | CS    | Tomi Correa       |
| 10 | AUT | KP    | Sandro Djuric     |
| 11 | AUT | KP    | Daniel Schütz     |
| 12 | AUT | V     | Robert Strobl     |
| 13 | ESP | V     | Ione Cabrera (C)  |
| 14 | AUT | V     | Florian Hart      |

| #  |     | Poszt | Név                                                |
| -- | --- | ----- | -------------------------------------------------- |
| 17 | PER | CS    | Yordy Reyna                                        |
| 18 | AUT | KP    | Philipp Huspek                                     |
| 19 | AUT | KP    | Marvin Potzmann                                    |
| 21 | AUT | CS    | Bernd Gschweidl                                    |
| 22 | AUT | KP    | Stefan Nutz                                        |
| 23 | GER | KP    | Sascha Boller                                      |
| 24 | AUT | K     | Adnan Adilovic                                     |
| 25 | AUT | K     | Pirmin Strasser                                    |
| 27 | AUT | KP    | Thomas Goiginger                                   |
| 29 | AUT | V     | Lukas Schubert                                     |
| 31 | AUT | V     | Matthias Maak (kölcsönben a Kapfenberg csapatától) |
| 32 | AUT | V     | Christoph Martschinko                              |